# Świerkowiec (Równina Gryficka)
Świerkowiec – wzniesienie o wysokości 96,3 m n.p.m. na Równinie Gryfickiej, położone w woj. zachodniopomorskim, w powiecie białogardzkim, na obszarze gminy Białogard.
Na północny zachód od wzniesienia leży wieś Gruszewo.
Obszar Świerkowca i wzniesienia Plaskosz rozdziela dolina rzeki Mogilicy.
Nazwę Świerkowiec wprowadzono urzędowo w 1950 roku, zastępując poprzednią niemiecką nazwę Ficht Berg.